# Nieuil-l’Espoir
Nieuil-l’Espoir település Franciaországban, Vienne megyében. Lakosainak száma 2680 fő (2022. január 1.). Nieuil-l’Espoir Fleuré, Gizay, Mignaloux-Beauvoir, Nouaillé-Maupertuis, Savigny-Lévescault, Vernon és La Villedieu-du-Clain községekkel határos.

## Népesség
A település népességének változása:
| Lakosok száma | 2437 | 2565 | 2678 | 2718 | 2736 | 2757 | 2777 | 2729 | 2680 |
|               | 2013 | 2015 | 2016 | 2017 | 2018 | 2019 | 2020 | 2021 | 2022 |